# Siebenbürgischer Würg-Engel
Der Siebenbürgische Würg-Engel von Matthias Miles ist eines der wenigen überlieferten Geschichtswerke der Siebenbürger Sachsen und gleichzeitig die erste deutsch (und nicht in Latein) verfasste Chronik eines siebenbürgisch-sächsisch Gelehrten. In der historiographischen Landschaft der Siebenbürger Sachsen nimmt Miles Werk bis heute eine Sonderstellung ein. Der Würgengel ist jedoch lediglich ein Auszug aus der Siebenbürgengeschichte von Miles. Der volle Titel lautet Siebenbürgischer Würg-Engel oder Chronicalischer Anhang der 15. Seculi nach Christi Geburth aller theils in Siebenbürgen theils in Ungern und sonst Siebenbürgen angräntzenden Ländern fürgelauffener Geschichten. Woraus nicht nur allein die grewligstbluttige Anschläge, Krige, und Zeittungen, dessen villfältiger Feinde, sondern auch die gehäumbste Rath-Schlüsse beyder Keyser, Könige, Fürsten, und Woyvoden zu erkündigen, durch welche diss bedrängte Vatterland theils vohl gerieret, theils vollends in Abgrund des Verderbens gestürtzet worden: Auch welcher gestalt nebenst der Augspurgischer Confession die übrige im Lande angenommene Religionen drinnen erwachsen seyn. Das Buch erschien erstmals 1670 in Hermannstadt.

## Über das Buch
Historisch betrachtet ist der Würgengel ein typisches Stück barocker Geschichtsschreibung (bereits an dem ungemein langen Untertitel erkennbar) und befindet sich in Gesellschaft anderer, nicht weniger düsterer Titel des 17. Jahrhunderts in Siebenbürgen, wie beispielsweise der Ruina Transylvaniae (David Hermann) oder der Hydra Transylvanica (Daniel Wolff). Miles befasst sich mit den Vorkommnissen des 16. Jahrhunderts in Siebenbürgen und der umgebenden Länder. Er geht damit also weit über die Grenzen des Königsbodens hinaus – was eine Besonderheit in der siebenbürgischen Geschichtsschreibung der damaligen Zeit war. Für das Buch selbst bediente sich Miles aus verschiedensten Chroniken, Jahrbüchern sowie politischen (z. B. Landtagsreden) bzw. konfessionellen Quellen (religiöse Streitschriften, Pfarrbücher etc.) seiner Zeit.